# 中原果南
中原 果南（なかはら かなん、1971年7月4日 - ）は、日本の女優。千葉県市原市出身。

## 来歴・人物
俳優の仲代達矢主宰の『無名塾』所属。1990年に入塾。東海テレビ製作のドラマ『はるちゃん』では初主演（伊藤洋子役）を果たす。
2002年春、同じ無名塾所属の平井真軌と結婚、2003年夏 女児を出産。
タレントの千秋は市原市立姉崎東中学校の同級生である。

## 出演

### テレビドラマ
- 風車の浜吉捕物綴（1992年、フジテレビ系）
- 暴れん坊将軍シリーズ（1993年 - 、テレビ朝日系）
  - 暴れん坊将軍V 第9話「新さん負けるな! 大競馬」（1993年） - おくみ 役
  - 暴れん坊将軍VII 第9話「吉宗よ、誰が為に泣く」（1996年） - おつる 役
- 水戸黄門（TBS / C.A.L）
  - 第22部 第31話「弥七は夫の敵! -新発田-」（1993年12月13日） - お夕 役
  - 第24部 第22話「冤罪晴らす復讐の刃 -敦賀-」（1996年2月19日） - お園 役
  - 第25部 第33話「姑ふたりの嫁いびり -角館-」（1997年8月11日） - 稲村佐恵 役
  - 第28部 第1話「五十三次世直し旅 -品川-」（2000年3月6日） - 由紀 役
  - 第33部 第8話「陰謀暴いた忍ぶ恋・淡路」（2004年6月7日）- 片平早苗 役
  - 第34部 第15話「姑から逃げた嫁の秘密 -新庄-」（2005年5月2日） - 紀伊 役
  - 第35部 第20話「男意気地の無法松 -福岡-」（2006年3月6日） - 田鶴 役
  - 第42部 第8話「死ぬ気で生きろ! -丸岡-」（2010年11月29日） - しのぶ 役
- 春よ、来い（1994年10月3日 - 1995年9月30日、NHK総合、連続テレビ小説）
- 金曜エンタテイメント（フジテレビ系）
  - 清水次郎長物語（1995年3月3日） - おけい 役
  - 事件調査員 南条真琴 東京〜隠岐 摩天崖殺人事件（2005年2月25日） - 神代小夜子 役
- はぐれ刑事純情派シリーズ（テレビ朝日系）
  - 第8シリーズ「第10話」（1995年）
  - 第9シリーズ「第1話(SP)」（1996年）
  - 2000年スペシャル「安浦刑事、韓国へ飛ぶ！釜山港へ帰る女・父と娘、遙かなる帰郷」（2000年1月1日） - 栗原梨花 役
- はるちゃんシリーズ（1996年 - 2002年、フジテレビ系） - 主役・はる 役
  - はるちゃん（1996年9月30日 - 12月27日）
  - はるちゃん2（1998年1月5日 - 4月3日）
  - はるちゃん3（1999年4月5日 - 7月2日）
  - はるちゃん4（2000年4月3日 - 6月30日）
  - はるちゃん5（2001年7月2日 - 10月1日）
  - はるちゃん6（2002年9月30日 - 12月27日）
- 将軍の隠密!影十八「第4話　凶刃 女ひとりの仇討ち化粧」（1996年、フジテレビ系） - お袖 役
- 大岡越前 第14部 第7話「復讐果たす怒りの十手」（1996年7月29日、TBS / C.A.L） - おすみ 役
- 御家人斬九郎（フジテレビ / 映像京都）
  - 第2シリーズ 第2話「居残り」（1997年） - 雛菊 役
  - 第3シリーズ 第5話「馬の脚」（1997年） - おなみ 役
- 土曜ワイド劇場（テレビ朝日系）
  - 江戸ッ子探偵殺人案内(1)パチンコ依存症の女が謎の言葉を残して死んだ…（1997年6月14日） - 朝倉有紀 役
  - ダイエット三姉妹の旅情事件簿(3)みちのく七時雨山 鬼女伝説殺人（1997年6月14日） - 大須賀紫織 役
  - 女弁護士 朝吹里矢子(6)幼い目撃者（1999年3月13日） - 松浦綾乃 役
  - タクシードライバーの推理日誌(19)死体を連れた幻の乗客!?（2004年10月30日） - 枝本美弥子 役
  - 山村美紗サスペンス「狩矢父娘シリーズ(8)京都・花見小路殺人事件」（2007年4月7日） - 白川貴絵 役
  - おかしな刑事(6)居眠り刑事とエリート女警視の父娘捜査」（2010年4月3日） - 平松桔梗 役
  - 西村京太郎サスペンス「鉄道捜査官(12)伊勢鉄道、引き返せない単線列車からの脱出トリック!!」（2011年4月30日） - 三田村加奈 役
  - 救急救命士・牧田さおり(8)（2011年8月27日） - 道端今日子 役
  - 検事・朝日奈耀子(12)（2012年6月2日） - 宮田江美 役
  - 温泉若おかみの殺人推理(24)（2012年8月11日） - 青木芳江 役
  - デパート仕掛け人!天王寺珠美の殺人推理(7)和菓子の老舗で連続殺人!」（2014年5月17日） - 海老沢仁美 役
  - 警視庁・捜査一課長(3)（2014年7月26日） - 田島三津子 役
  - 女たちの特捜最前線〜警察食堂極秘会議（2015年12月19日） - 菊華 役
- 銭形平次 第7シリーズ「第3話 仮面の女」（1998年2月18日、フジテレビ系） - おまき 役
- 剣客商売（フジテレビ系）
  - 第2シリーズ 第1話「辻斬り」（1999年12月8日） - おみつ 役
  - スペシャルドラマ「助太刀」（2004年12月14日） - お信 役
- はみだし刑事情熱系 第4シリーズ「第8話」（1999年、テレビ朝日系）
- 京都迷宮案内第2シリーズ「第5話」（2000年、テレビ朝日系）
- 八丁堀の七人（テレビ朝日系）
  - 第2シリーズ 第2話「偽りの恋文!女が犯した秘密の罪…」（2001年） - おすみ 役
  - 第6シリーズ 第10話「別れの時!全員抜刀の総力戦」（2005年） - おしま 役
- 盤嶽の一生 第7話「じゃじゃ馬馴らし」（2002年6月11日、フジテレビ系） - 環 役
- 女と愛とミステリー（テレビ東京系）
  - やもめ記者の事件メモ（2002年6月） - 酒井久美子 役
  - 不倫調査員・片山由美(5)京都嵯峨野殺人迷路（2004年5月30日） - 黒木涼子 役
  - 捜査検事・近松茂道(4)偽装・昇仙峡に舞う殺人事件（2004年8月4日） - 浅川律子 役
- 秘太刀馬の骨「第3話」（2005年、NHK総合）
- 鬼平犯科帳スペシャル 兇賊 （2006年2月17日、フジテレビ系） - お葉 役
- おみやさん（テレビ朝日）
  - 第5シリーズ 第7話（2006年12月7日） - 漆原千恵 役
  - 第6シリーズ 第13話（2009年2月26日） - 氷川冴子 役
- 月曜ゴールデン（TBS系）
  - 冠婚葬祭探偵（2007年11月26日） - 沢渡菊子 役
  - 世直し公務員 ザ・公証人8（2009年6月29日）
  - 狩矢警部シリーズ10（2011年7月4日） - 細川梨花 役
  - 家庭教師が解く! 〜殺人方程式の推理ドリル〜（2013年5月20日） - 松尾美奈子 役
- どんど晴れ「第78話」（2007年、NHK総合、連続テレビ小説）
- 刺客請負人 第2シリーズ 最終話「明るい方へ」（2008年、テレビ東京系）
- 警視庁捜査一課9係（テレビ朝日）
  - 第4シリーズ（新・警視庁捜査一課9係）第7話（2009年8月19日） - 国井千枝 役
  - season11 第3話（2016年4月20日） - 海江田由香利 役
- 臨場 続章 第3話（2010年4月21日、テレビ朝日） - 内田朝子 役
- 女刑事みずきスペシャル（2010年6月24日、テレビ朝日） - 坂口未知 役
- 相棒（テレビ朝日）
  - Season 9 第11話「死に過ぎた男」（2011年1月12日） - 川野真紀子 役
  - Season 14 第6話「はつ恋」（2015年11月25日） - 白石由紀 役
  - Season 20 第17話「米沢守再びの事件」（2022年3月2日） - 松原玲子 役
- 遺留捜査 第1シリーズ 第5話（2011年5月11日、テレビ朝日） - 中沢理恵 役
- 京都地検の女 第7シリーズ 最終話（2011年9月15日、テレビ朝日） - 北原さと子 役
- 科捜研の女（テレビ朝日）
  - 第11シリーズ 第6話（2011年11月24日） - 坂巻小春 役
  - 第16シリーズ 第13話（2017年2月9日） - 八幡未知 役
  - 第20シリーズ 第5話（2020年11月19日） - 柊恵子 役
- DOCTORS〜最強の名医〜「第5話」（2011年11月24日、テレビ朝日） - 坂口貴子 役
- 金曜プレステージ（フジテレビ系）
  - 警部補・佐々木丈太郎5（2013年3月15日） - 矢代晃恵 役
- 刑事110キロ 第1シリーズ 最終話（2013年6月13日、テレビ朝日） - 川上智美 役
- 天国の恋（2013年10月28日 - 12月27日、東海テレビ） - 美波フォーブス 役
- スーパー戦隊シリーズ（テレビ朝日）
  - 烈車戦隊トッキュウジャー 第30話（2014年9月28日） - 小倉あいり 役
  - 魔進戦隊キラメイジャー 第16話（2020年7月26日） - 池松秋穂 役
- 最強の法廷 裁判官桜子と10人の評決（2015年1月14日、テレビ東京） - 丸岡芙美子 役
- ドラマスペシャル フラガールと犬のチョコ（2015年3月11日、テレビ東京） - 森田あや乃 役
- 京都人情捜査ファイル「第2話」（2015年5月7日、テレビ朝日） - 越坂清乃 役
- 土曜ドラマ 破裂（2015年10月 - 11月、NHK）
- 仮面ライダーゴースト 第32話（2016年5月22日、テレビ朝日） - 八王子美穂 役
- 日曜ワイド（テレビ朝日系）
  - 終着駅シリーズ 第31作「殺人の花客」（2017年7月16日） - 椚静香 役
- 警視庁・捜査一課長 season3 第6話（2018年5月17日、テレビ朝日） - 光野響子 役
- 刑事ゼロ 第3話（2019年1月24日、テレビ朝日） - 夏富紗輝子 役
- 西村京太郎トラベルミステリー70「十津川警部VS鉄道捜査官・花村乃里子」（2019年3月17日、テレビ朝日） - 武部美代子 役
- 遺留捜査 新作スペシャル1（2019年11月24日、テレビ朝日） - 青池亮子 役
- 今野敏サスペンス 機捜235×強行犯係 樋口顕 第5話（2023年2月24日、テレビ東京） - 乾美和子 役

### 映画
- 悪夢ちゃん The 夢ovie（2014年5月3日、佐久間紀佳監督） - 井上佳美 役
- 償いの十字架（2013年8月、新生映画） - 橋本優子 役
- 日本の青空シリーズ第3弾 渡されたバトン〜さよなら原発〜（2013年、インディーズ）
- 探偵マリコの生涯で一番悲惨な日（2023年6月30日） - 小金井茂美 役
- この夏の星を見る（2025年7月4日、東映） - 円華の母親 役[1]

### 舞台
無名塾公演
- シラノ・ド・ベルジュラック（1990年）
- 令嬢ジュリー（1991年）
- わが町（1998年）
- ウインザーの陽気な女房たち（2001年）
- モノローグ（2005年）

外部出演
- ここでkissして（2000年）主演
- はるちゃん（2004年）主演
テレビドラマの舞台化。2004年7月から全国数箇所で公演。舞台は、下呂温泉の旅館「田山」。
- 銭形平次（2004年、明治座）
- ありがとうと言いたくて〜椿山課長の七日間〜（椿山由紀、2009年9月、三越劇場）
- 朗読会「ラマダンの月」（2012年9月30日、カフェブルーマン）主演
- 朗読会「カフカを読んでみる。」（2013年3月15日、カフェブルーマン）主演
- 生憎～それはただひとつの合図～（2013年）

### ラジオ
- FM世田谷「世田谷的演劇案内　シアターF」（2013年3月13日）
- FMシアター（2015年）

### CM
- プレコール（1999－2000年）
- 新興産業・サイデリア
- 大鵬製薬・ソルマック

### トーク番組
- ごきげんよう（フジテレビ）

### イベント
- 「仲代達矢・役者を生きる」トークショーゲスト（2015年2月20日11時の回上映後）